# Північ штату Мараньян (мезорегіон)
Північ штату Мараньян (порт. Mesorregião do Norte Maranhense) — адміністративно-статистичний мезорегіон у Бразилії, входить у штат Мараньян. Населення становить 2410 тис. чоловік на 2006 рік. Займає площу 52 614,350 км². Густота населення — 45,8 чол./км².

## Склад мезорегіону
У мезорегіон входять наступні мікрорегіони:
1. Міська агломерація Сан-Луїс
2. Байшада-Мараньєнсі
3. Ітапекуру-Мірін
4. Розаріу
5. Літорал-Осідентал-Мараньєнсі
6. Ленсойс-Мараньєнсіс

| Бразилія | Це незавершена стаття з географії Бразилії. Ви можете допомогти проєкту, виправивши або дописавши її. |